# Artemisia annua
Artemisia annua é uma espécie do género Artemisia autóctone das regiões temperadas da Ásia, mas encontrada em todo o mundo. Apresenta folhas semelhantes ao feto e flores amarelo-vivo. Mede, em média, 2 m de altura, apresenta um caule único, ramos alternados e folhas alternadas com 2,5-5 com de comprimento. Sofre polinização cruzada pelo vento ou por insetos.Um dos tratamentos para a Malária recomendados pela Organização Mundial da Saúde (OMS) é feito com medicamentos derivados da artemisinina, cujo princípio ativo é extraído da Artemisia annua. Esses medicamentos são potentes inibidores do metabolismo do grupo HEME, presente na hemoglobina, feito pelo plasmódio para evitar o estresse oxidativo celular. Em países como o Camboja, Tailândia,  Laos e Vietnã existe grande disseminação de uma mutação do Plasmodium falciparum, que confere resistência aos fármacos derivados da artemísia.

## O potencial Farmacológico daArtemisia annua L.

### A Artemisinina
A espécie Artemisia annua L. é proveniente da China. Seu nome em chinês antigo, Qing Hao, significa "erva verde". Existem duas teorias sobre a origem do termo. Uma diz que esse é o nome da deusa grega Artemis, que significa, literalmente, "aquela que cura doença"; ela era, na verdade, deusa da caça e das florestas (FERREIRA et al, 1997; GUIRAND, 1959). A outra teoria é de que a Artemísia foi nomeada em homenagem à rainha Artemísia de Caria, da Turquia, que viveu no século quatro a.C.. Ela ficou tão agravada pela morte do seu marido e irmão, que passou a misturar suas cinzas com toda bebida que ingeria para torná-las mais amargas (BRUCE-CHWATT, 1982).
A A. annua L., contém artemisinina, que é o princípio ativo mais eficaz para o tratamento da malária que é um problema de saúde global, com mais de um bilhão de pessoas vivendo em áreas de alto risco da doença (GRAHAM et al., 2010). A artemisinina foi isolada pela primeira vez na China, em 1971, em suas folhas e flores (KLAYMAN, 1985). Desde então, A. annua L. tornou-se uma das plantas mais amplamente investigada nos últimos anos. A busca de outros compostos ativos na planta conduziu à descoberta e isolamento de muitos fitoquímicos, tais como monoterpenóides, sesquiterpenóides, flavonóides, cumarinas, alifáticos e lipídios compostos.
Existem duas patentes relacionadas a A. Annua L. que são:
Processo de extração e purificação de artemisinina a partir de massa sólida de Artemisia annua utilizando dióxido de carbono - País de prioridade: Brasil – setor de interesse: Extrato
Processo de obtenção de artemisinina a partir de Artemisia annua L - País de prioridade: Brasil Setor de interesse: Ativo vegetal
O estudo da composição do óleo essencial desta planta medicinal levou à identificação de centenas de componentes como cetona, germacreno D e 1,8-cineol, os quais são geralmente encontrados como os principais componentes. Além de sua atividade antimalárica devido ao seu principal princípio ativo que é a Artemisinina, a A. annua L. mostra atividade anti-inflamatória, antipirética, antifúngica, antiparasitária, antiulcerogênica, atividade citotóxica e anticancerígena devido a outros princípios ativos que também existem em seu óleo essencial que são a Artemisia cetona, alfapineno e a cânfora. A A. annua L. possui grande quantidade de pelos foliares conhecidos por tricomas glandulares, encontrados nas folhas, caules e flores, os quais são considerados os prováveis sítios de acumulação de artemisinina e os análogos de trioxano (MARCHESE, 1999; COVELLO, 2007; CAPELIN, 2012, TING WU, 2012). Os tricomas são estruturas vegetais originados do crescimento de células epidérmicas das plantas, considerados de extrema importância na taxonomia vegetal devido ao fato de sintetizarem, armazenarem e secretarem vários metabólitos secundários especializados. Como os tricomas sobressaem da epiderme e muitas vezes podem ser facilmente separados e colhidos, tornando-se acessíveis à análise. Desde modo, eles se tornam excelentes sistemas experimentais para a identificação das enzimas e caminhos responsáveis pela síntese dos metabólitos especializados (ANTHONY, 2008). Os tricomas estão ativamente implicados em uma variedade de processos adaptativos nas plantas, incluindo a defesa contra herbívoros e microrganismos. A inibição de microrganismo e similares ocorre devido à presença de óleos essenciais em sua estrutura, no caso da A. annua. L. a artemisinina.  A maioria destes compostos também tem elevados valores comerciais em indústrias farmacêuticas, alimentares e cosméticas devido a resistência de pragas e doenças, a diversas atividade e aplicações farmacológicas, e propriedades organolépticas úteis (WAGNER, 2004; TING WU, 2012).

#### Potencial Farmacológico da Artesiminina
A artemisinina é o princípio ativo característico da artemísia, ela é uma lactona sesquiterpênica com um grupamento endoperóxido. A teoria mais aceita sobre o mecanismo de ação dos endoperóxidos antimaláricos é de Meshnick e colaboradores, o qual o descreve em duas etapas, na primeira, a artemisinina é ativada pelo íon ferro (II) presente no grupo heme da hemoglobina formando radicais livres, com a função de impedir a desintoxicação do heme no interior do parasita, produzindo radicais livres e espécies citotóxicas, deste modo passando para a segunda etapa, em que essas espécies reagiriam com uma proteína específica associada à membrana do parasita levando-o à morte (MESHNICK et al., 1996)
Seu uso tradicional segundo a medicina chinesa, para o tratamento de malária, febre à tarde relacionada à Deficiência de YIN, febre causada por tuberculose, icterícia e febre causada por excesso de sol é a administração de chás em uma infusão utilizando as partes aéreas da planta.
Como a artemisinina não é solúvel em água nem em óleo, ela precisa passar por transformação química para que seja solúvel em um solvente que possa ser administrado ao homem. Dois derivados da artemisinina, o arteméter e o artesunato, solúveis em óleos e água, representam alternativas eficazes no tratamento da doença e permitem a aplicação na forma endovenosa e intramuscular.
Fármaco derivado da artemisinina: Artesunato
O artesunato é um derivado semissintético da artemisinina que, in natura, é encontrada nas folhas e flores da Artemisia annua L. é usado para o tratamento de malária complicada, a recomendação da OMS é o tratamento com artesunato injetável via intravenosa (IV) ou intramuscular (IM), de ação potente e rápida por no mínimo 24 horas até que o infectado possa tomar a medicação oral, dando sequência ao tratamento  com alguma Terapia de Combinação da Artemisinina (ACT) disponível. O Artesunato é um agente de rápida ação e duração que elimina os parasitas mais rapidamente do que os antimaláricos convencionais. Isso porque é um ativo que atua contra as fases sexuada e assexuada do ciclo do parasita - evitando a reprodução e todas as fases do ciclo de vida do plasmodium a partir de anéis jovens, resultando numa recuperação mais rápida.

##### Artesunato + Mefloquina
Medicamento usado para o tratamento da malária aguda e sem complicações, causada pelo Plasmodium falciparum. O Artesunato pertence a um grupo de substâncias derivadas da artemisinina que e é um ativo utilizado em conjunto com outros compostos na conhecida Terapia de Combinação da Artemisinina (ACT). Neste medicamento, o artesunato é combinado com um análogo de quinino, a Mefloquina, composto conhecinho como antimalárico. O Artesuanato + Mefloquina, é comercializado em forma de comprimidos que devem ser administrados via oral. 

## A polêmica sobre a cura de COVID-19
Em 2020, durante a Pandemia de COVID-19, a planta se tornou "famosa" depois do presidente da República de Madagáscar, Andry Rajoelina, dizer que ela curaria a doença. Diversos países, como Guiné-Bissau, Guiné Equatorial e Libéria chegaram a comprar um tônico preparado com a planta, mas a OMS e a União Africana (African Union - AU) emitiram alertas sobre não haver estudos científicos para comprovar a eficácia da Artemisia annua. A AU emitiu um comunicado no dia 04 de maio anunciando que estava pedindo mais dados ao governo de Madagascar e que o Centro para Controle e Prevenção de Doenças da África (CDC da África) "revisaria os dados científicos coletados sobre a segurança e eficácia do tônico com base em normas técnicas".   O Instituto Max Planck de Coloides e Interfaces, na Alemanha, está conduzindo testes clínicos em uma espécie diferente e mais potente da mesma planta, cultivada no Kentucky, EUA.